# Boulevard de la fédération de Russie
Le boulevard de la fédération de Russie est une des principales artères de Phnom Penh.

## Description
Plusieurs toponymes de Phnom Penh rendent hommage à des pays ou des dirigeants étrangers. Le boulevard est également désigné par sa numérotation (110).
Débutant à sa jonction avec le boulevard Monivong, il traverse la ville vers l'ouest jusqu'à l'aéroport international de Phnom Penh. À cet endroit, il se divise en deux et devient les routes nationales 3 et 4. Sur son parcours, il croise entre autres le boulevard Mao Tsé-Toung.

## Principales adresses
- Institut de technologie du Cambodge
- Université royale de Phnom Penh
- Aéroport international de Phnom Penh